# O Cruzeiro (jornal)

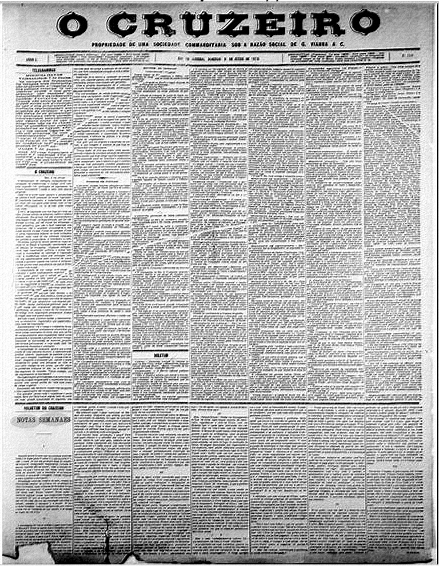
Jornal O Cruzeiro de 9 de junho de 1878, com a coluna NOTAS SEMANAES no folhetim do rodapé

O Cruzeiro foi um jornal diário brasileiro, lançado no Rio de Janeiro, em 1 de janeiro de 1878. Nesta mesma data, Machado de Assis, em sua coluna "História de Quinze Dias" na revista Ilustração Brasileira, registrou o surgimento do jornal nestes termos: "Apareceu mais um campeão na imprensa diária, o Cruzeiro, jornal anunciado há algumas semanas. Desejamos longa vida ao nosso novo e brilhante colega." O escritor se tornaria colaborador assíduo do novo jornal, em cujo folhetim publicou o romance Iaiá Garcia, a coluna semanal de crônicas Notas Semanais sob o pseudônimo Eliezar, bem como outros textos. Quando o jornal passou a defender ideias escravagistas, a maioria dos redatores e colaboradores debandou. A última edição saiu em 19 de maio de 1883.